# Olympische Sommerspiele 1932/Leichtathletik – 800 m (Männer)

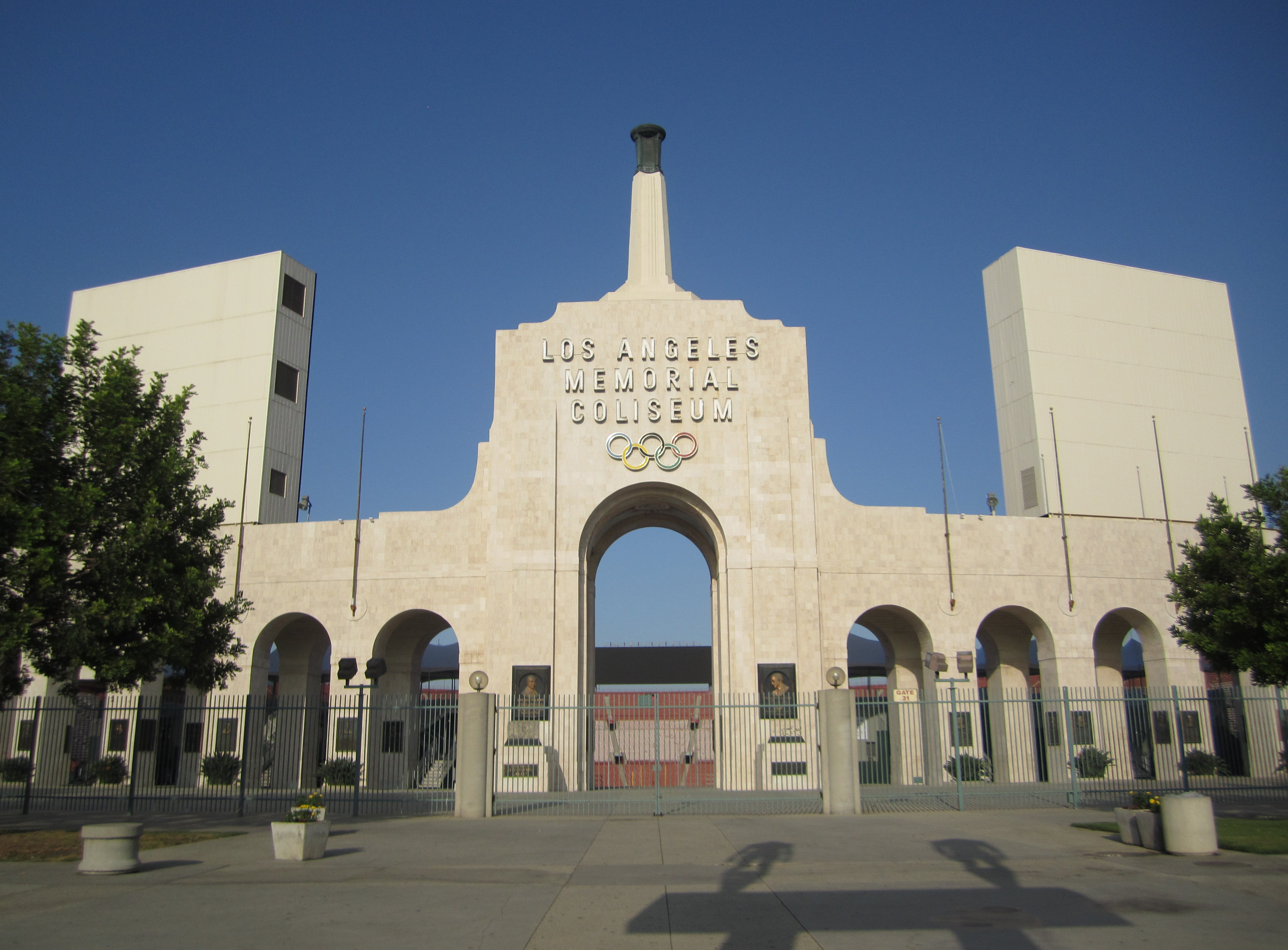
Eingang zum Los Angeles Memorial Coliseum

Der 800-Meter-Lauf der Männer bei den Olympischen Spielen 1932 in Los Angeles wurde am 1. und 2. August 1932 im Los Angeles Memorial Coliseum ausgetragen. 21 Athleten nahmen teil.
Olympiasieger wurde der Brite Tommy Hampson in neuer Weltrekordzeit vor den beiden Kanadiern Alex Wilson und Phil Edwards.

## Rekorde

### Bestehende Rekorde
| Weltrekord         | 1:50,6 min | Séra Martin ( Frankreich)      | Colombes, Frankreich             | 14. Juli 1928 |
| Olympischer Rekord | 1:50,8 min | Douglas Lowe ( Großbritannien) | Finale OS Amsterdam, Niederlande | 31. Juli 1928 |

### Rekordverbesserung
Der britische Olympiasieger Tommy Hampson verbesserte den bestehenden Weltrekord im Finale am 2. August um 1,1 Sekunden auf 1:49,7 min und unterbot damit als erster Läufer die Marke von 1:50 min. Auch der zweitplatzierte Kanadier Alex Wilson blieb mit seinen 1:49,9 min noch unter 1:50 min. Offiziell wurde Hampsons Weltrekordzeit auf 1:49,8 min gerundet, weil die IAAF Weltrekordverbesserungen damals nur im Fünftelsekundenbereich anerkannte.

## Durchführung des Wettbewerbs
Die Läufer traten am 1. August zu drei Vorläufen an. Die drei jeweils Erstplatzierten – hellblau unterlegt – qualifizierten sich für das Finale am 2. August.

## Vorläufe
Datum: 1. August 1932

### Vorlauf 1

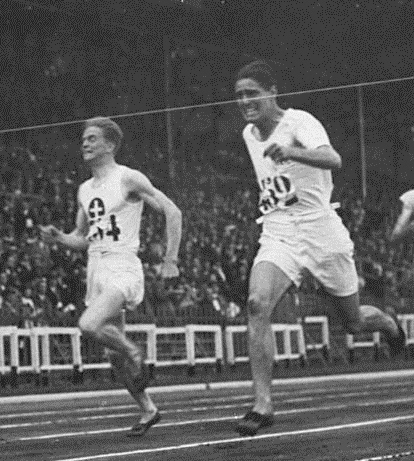
Paul Martin (links als Olympiazweiter von 1924) – ausgeschieden als Fünfter des ersten Vorlaufs
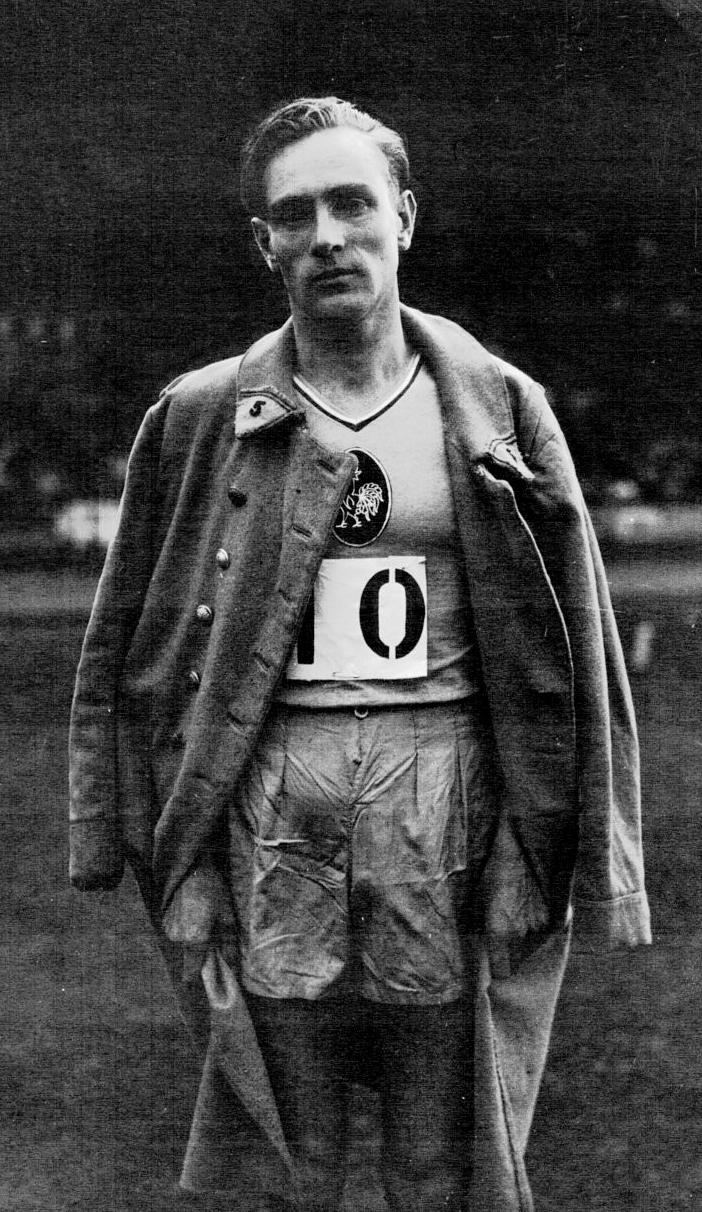
Jean Keller – im ersten Vorlauf nicht im Ziel
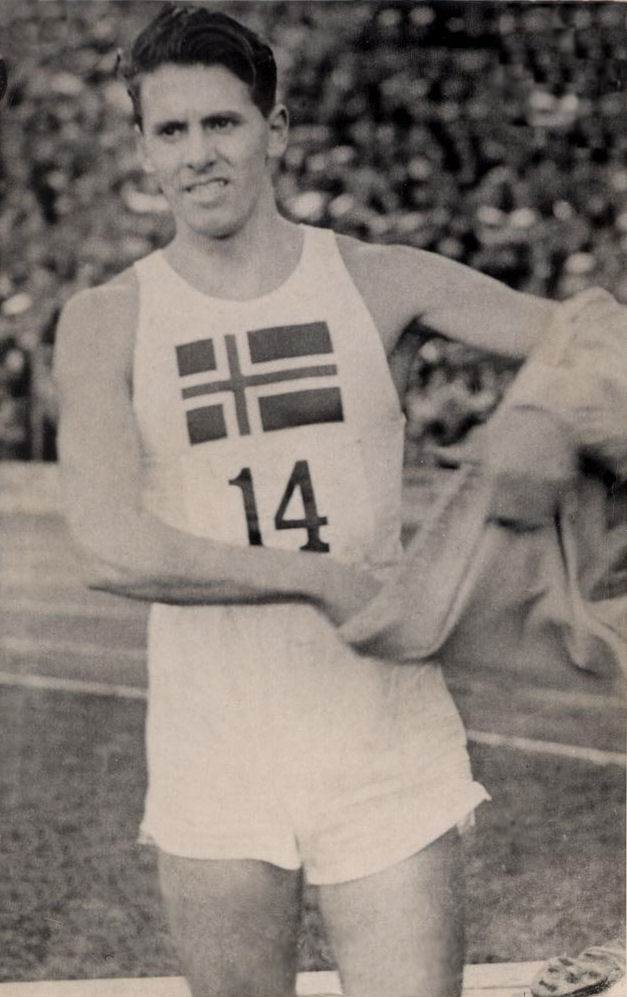
Hjalle Johannesen – ausgeschieden als Vierter des zweiten Vorlaufs

| Platz | Name         | Nation         | Zeit       |
| ----- | ------------ | -------------- | ---------- |
| 1     | Edwin Genung | USA            | 1:54,8 min |
| 2     | Phil Edwards | Kanada         | 1:55,1 min |
| 3     | Jack Powell  | Großbritannien | 1:55,6 min |
| 4     | Cyril Evans  | Neuseeland     | 1:56,6 min |
| 5     | Paul Martin  | Schweiz        | 1:58,4 min |
| 6     | Nestor Gomes | Brasilien      | 2:00,5 min |
| DNF   | Jean Keller  | Frankreich     |            |

### Vorlauf 2
| Platz | Name                   | Nation          | Zeit       |
| ----- | ---------------------- | --------------- | ---------- |
| 1     | Charles Hornbostel     | USA             | 1:52,4 min |
| 2     | Alex Wilson            | Kanada          | 1:52,5 min |
| 3     | Otto Peltzer           | Deutsches Reich | 1:53,6 min |
| 4     | Hjalle Johannesen      | Norwegen        | 1:54,3 min |
| 5     | Hermenegildo del Rosso | Argentinien     | 1:54,9 min |
| 6     | René Morel             | Frankreich      | 1:55,2 min |
| 7     | José Lucílo Iturbe     | Mexiko          | 1:55,6 min |

### Vorlauf 3

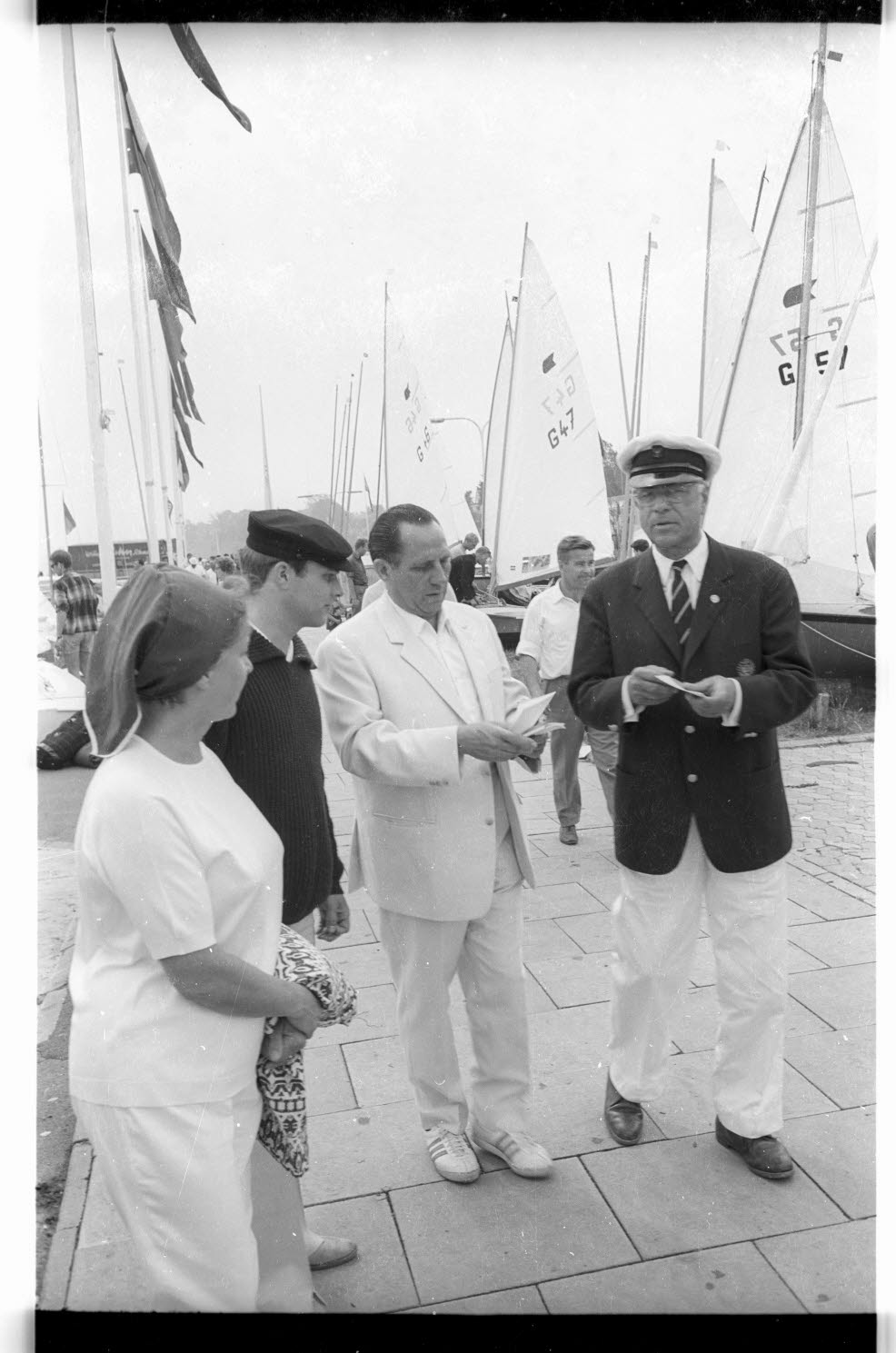
Max Danz – langjähriger Vorsitzender des DLV (hier Zweiter von rechts) – ausgeschieden als Fünfter des dritten Vorlaufs

| Platz | Name               | Nation          | Zeit       |
| ----- | ------------------ | --------------- | ---------- |
| 1     | Tommy Hampson      | Großbritannien  | 1:53,0 min |
| 2     | Séra Martin        | Frankreich      | 1:53,2 min |
| 3     | Edwin Turner       | USA             | 1:54,0 min |
| 4     | Clyde Edward King  | Kanada          | 1:54,4 min |
| 5     | Max Danz           | Deutsches Reich | 1:58,9 min |
| 6     | Domingos Puglisi   | Brasilien       | 1:59,4 min |
| 7     | Miguel Vasconcelos | Mexiko          | 2:00,0 min |

## Finale
Datum: 1. August 1932
| Platz | Name               | Nation          | Zeit       | Anmerkung |
| ----- | ------------------ | --------------- | ---------- | --------- |
| 1     | Tommy Hampson      | Großbritannien  | 1:49,7 min | WR        |
| 2     | Alex Wilson        | Kanada          | 1:49,9 min |           |
| 3     | Phil Edwards       | Kanada          | 1:51,5 min |           |
| 4     | Edwin Genung       | USA             | 1:51,7 min |           |
| 5     | Edwin Turner       | USA             | 1:52,5 min |           |
| 6     | Charles Hornbostel | USA             | 1:52,7 min |           |
| 7     | Jack Powell        | Großbritannien  | 1:53,1 min |           |
| 8     | Séra Martin        | Frankreich      | 1:53,6 min |           |
| 9     | Otto Peltzer       | Deutsches Reich | 1:55,0 min |           |

Der US-Athlet Ben Eastman wäre als Topfavorit über diese 800 Meter angetreten. Doch Eastman entschloss sich, in Los Angeles nur die 400-Meter-Strecke zu laufen.
Das Finale wurde zu einem Rennen mit historischen Dimensionen. Zum ersten Mal wurde die Grenze von 1:50 min unterboten. Der Kanadier Phil Edwards, Olympiavierter 1928, lief nach seiner schon gewohnten Taktik mit hohem Tempo von vorne und konnte sich mit einer 400-Meter-Durchgangszeit von 52,4 s sogar vom Feld absetzen. Aber er musste diesem höllischen Tempo Tribut zollen und in diesem Moment beschleunigte der Brite Thomas Hampson. Edwards Landsmann Alex Wilson folgte in Hampsons Windschatten und die beiden zogen mühelos an Edwards vorbei. Den Spurt auf der Zielgeraden konnte Hampson zwanzig Meter vor dem Ziel für sich entscheiden und wurde Olympiasieger mit der neuen Weltrekordzeit von 1:49,7 min vor Wilson, der mit 1:49,9 min ebenfalls noch unter der 1:50-Minuten-Marke blieb. Die IAAF erkannte Weltrekordverbesserungen damals nur im Fünftelsekundenbereich an und so lautete Hampsons Weltrekord offiziell 1:49,8 min.
Thomas Hampson und Alex Wilson waren die ersten Läufer, die die 1:50-Minuten-Marke unterboten.
Hampson erlief den vierten britischen Erfolg in Folge über diese Distanz. Wilson und Edwards gewannen die ersten kanadischen Medaillen über 800 Meter.

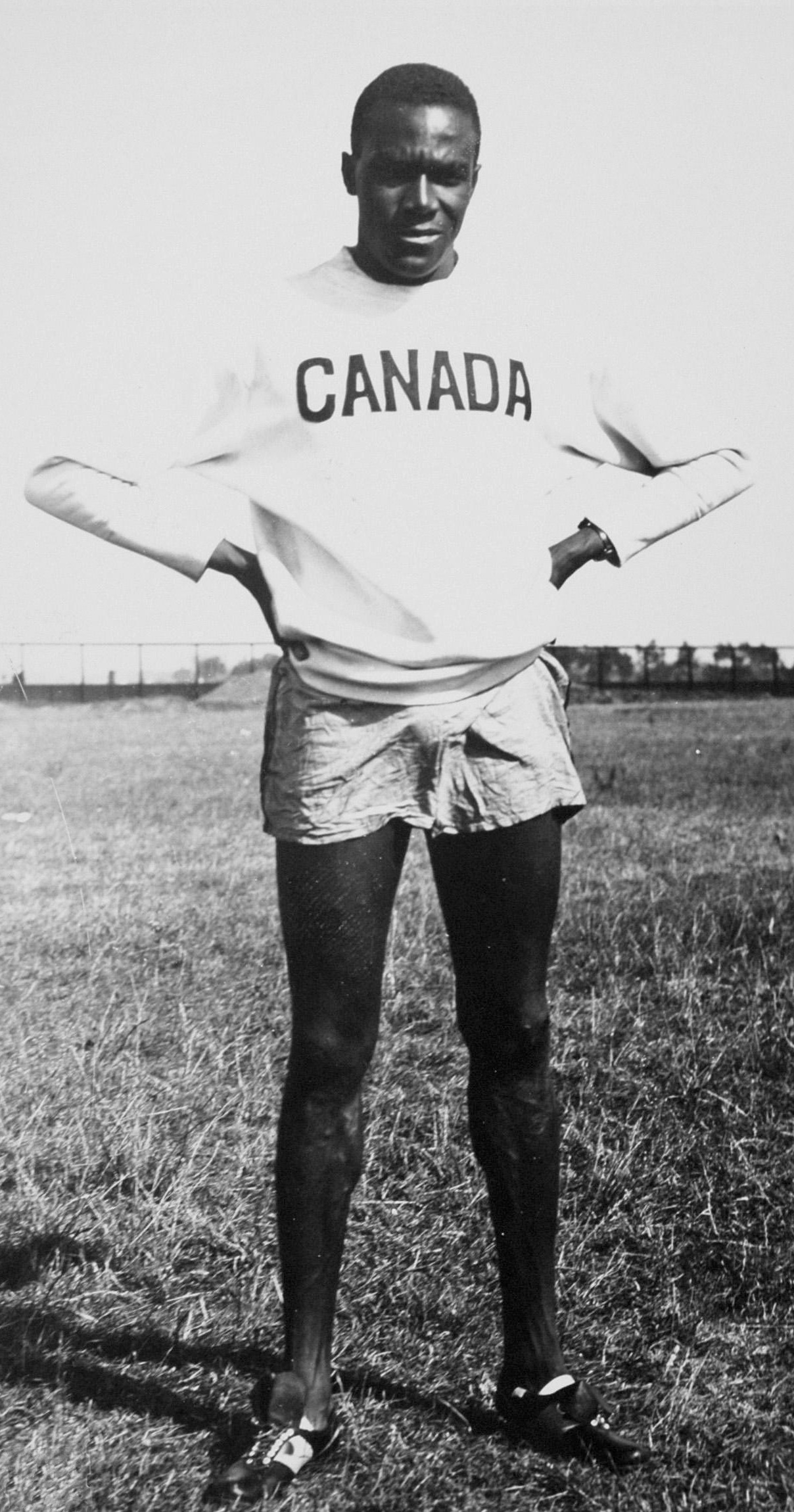
Bronzemedaillengewinner Phil Edwards
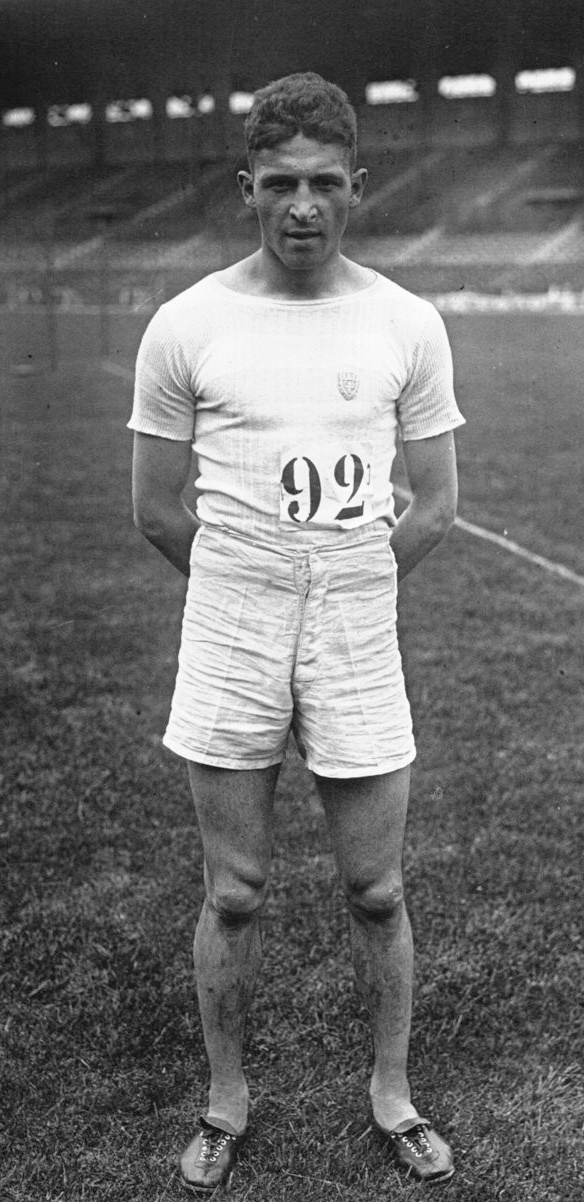
Der achtplatzierte Séra Martin
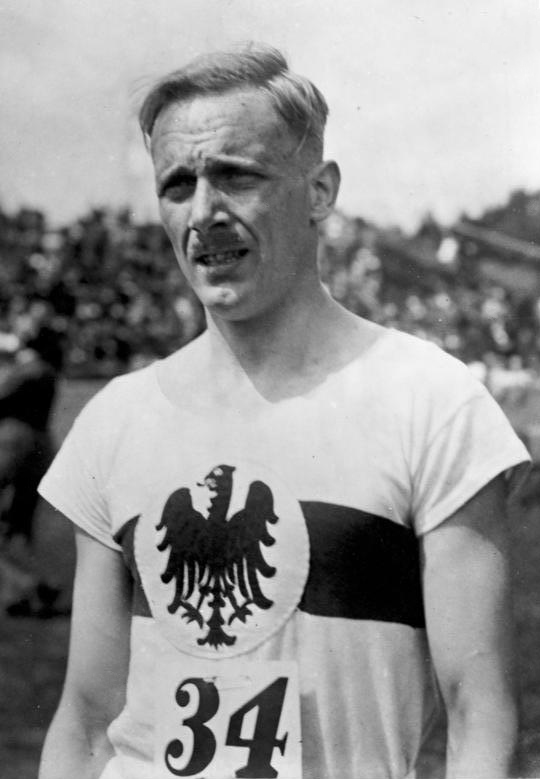
Otto Peltzer belegte Rang neun

## Videolinks
- 800m WR:Tommy Hampson-1932 OG,Los Angeles, youtube.com, abgerufen am 16. September 2017
- LOS ANGELES X OLYMPIC GAMES 1932 TRACK & FIELD SILENT NEWSREEL 86554b MD, Bereich: 6:31 min bis 9:11 min, youtube.com, abgerufen am 3. Juli 2021